# 嘘は罪
「嘘は罪」（うそはつみ）、ないし「イッツ・ア・シン・トゥ・テル・ア・ライ」(It's a Sin to Tell a Lie'）は、ビリー・メイヒューが書いた1936年のポピュラーソング。同年の初めに、ディック・ロバートソンなど多くのダンスバンドのレコードで、78rpmレコードのチャンピオン40106で紹介され、後にファッツ・ウォーラーがビクターで吹き込んだレコードがヒットした。 、Victor20-1595にて再発もなされている。  1936年から1937年にケイジャン歌手のクレオマ・ブローによってフランス語でも録音され 1936年には、フレディ・エリスと彼のオーケストラ（4月）、ヴィクター・ヤングと彼のオーケストラ（4月）、エルトン・ブリット（9月）、ロイ・スメックと彼のセレナーダー、ヴェラ・リンの4つの録音が行われた。

## その他のアーティストによるバージョン
- ビリー・ホリデイ
- パティ・ペイジ
- ペリー・コモ
- ブレント・スパイナー
- ヴェラ・リン
- ジョージ・マハリス
- トニー・ベネット
- インク・スポッツ
- ジョン・デンバー